# Сабиша (Марамуреш)
Сабиша (рум. Săbișa) насеље је у Румунији у округу Марамуреш у општини Сеини. Oпштина се налази на надморској висини од 164 m.

## Становништво
Према подацима из 2002. године у насељу је живело 871 становника, од којих су сви румунске националности.